# Никитин, Геннадий Петрович
Геннадий Петрович Никитин (29 ноября 1925, Вольск, Саратовская губерния — 21 октября 2008) — разведчик 61-й отдельной гвардейской разведывательной роты гвардии младший сержант — на момент представления к награждению орденом Славы 1-й степени.

## Биография
Родился 29 ноября 1925 года в городе Вольске (ныне — Саратовской области). В 1941 году окончил 7 классов. До призыва в арию работал слесарем-котельщиком на Вольском машиностроительной заводе «Металлист», на курсах всеобуча изучал снайперское дело.
В декабре 1942 года был призван в Красную Армию. Окончил школу снайперов, которая дислоцировалась в городе Пугачеве. Боевой путь начал в составе 979-го стрелкового полка 253-й стрелковой дивизии. Воевал на Курской дуге, форсировал Днепр, освобождал Белоруссию. Снайперские дуэли происходили одна за другой. Об одном из таких поединков при освобождении город Калинковичи написала дивизионная газета. Никитину с напарником удалось выследить и уничтожить вражеского снайпера, мешавшего продвижению вперед нашей пехоты. После этого красноармеец Никитин был переведен в полковую разведку.
23 мая 1944 года в районе населенного пункта Седлеско красноармеец Никитин пробрался в расположение противника, гранатами уничтожил пулемет, точку с расчетом, чем обеспечил выполнение стрелковым взводом боевой задачи. Разведка боем позволила выявить до 40 огневых точек, которые удалось затем подавить
Приказом от 18 июня 1944 года красноармеец Никитин Геннадий Петрович награждён орденом Славы 3-й степени.
В одном из следующих боев был ранен. После госпиталя младший сержант Никитин воевал в составе 61-й отдельной гвардейской разведывательной роты.
В ночь на 23 января 1945 года гвардии младший сержант Никитин в составе разведывательной группы по льду преодолел реку Одер и проник в населенный пункт Фишбах. Разведчики овладели населенным пунктом, уничтожили большое количество солдат и офицеров, 5 взяли в плен. В бою Никитин лично истребил 8 противников, подавил пулемет. Занятый плацдарм удерживали до подхода основных сил.
Приказом от 5 февраля 1945 года гвардии младший сержант Никитин Геннадий Петрович награждён орденом Славы 3-й степени повторно.
В ночь на 2 мая 1945 года в составе группы разведчиков, ведя разведку на левом берегу реки Эльба, пробрался на окраину населенного пункта Бориц, уничтожил пулеметный расчет противника. В уличном бою за населенный пункт огнём из захваченного пулемета поразил свыше 10 противников.
Приказом от 28 мая 1945 года гвардии младший сержант Никитин Геннадий Петрович награждён орденом Славы 2-й степени.
День Победы разведчик встретил в столице Чехословакии городе Праге. Даже после окончания боевых действии для разведчиков продолжались бои: приходилось вылавливать не сложивших оружие немцев, сталкиваться с бандеровцами. Многочисленные снайперские дуэли, 9 «языков» — таков личный военный итог снайпера и разведчика. В 1945 году старшина Никитин был демобилизован.
Вернулся в родной город Вольск. Пошел работать в школу учителем физкультуры. В 1960 году окончил Московский институт физической культуры. Только через 23 года был исправлена фронтовая ошибка. Указом Президиума Верховного Совета СССР от 7 июня 1968 года в порядке перенаграждения Никитин Геннадий Петрович награждён орденом Славы 1-й степени. Стал полным кавалером ордена Славы.
Работал преподавателем физкультуры, затем директором спортивной школы в Вольске. Стал известным в области спортсменом и тренером, 6-кратным чемпионом Саратовской области по лыжам, в честь него назван кубок. Его воспитанники из Вольской ДЮСШ побеждали в самых различных соревнованиях. Несколько лет Г. Никитин работал в Саратове. После ухода на заслуженный отдых активно участвовал в патриотической работе. Участник Парада Победы 1995 года.
Скончался 21 октября 2008 года. Похоронен на городском кладбище города Вольска. Он был последним полным кавалером ордена Славы, проживавшим в Саратовской области.
Награждён орденами Отечественной войны 1-й степени, Славы 3-х степеней, медалями.